# 威爾貝魯物語 ～威爾貝魯的姐妹～
《威爾貝魯物語 ～威爾貝魯的姐妹～》（日语：ウエルベールの物語 ～Sisters of Wellber～）是由TRANS ARTS製作，以及Production I.G協力製作的電視動畫作品。於2007年4月8日到同年6月26日在日本播放第一幕；第二幕在2008年1月1日到同年3月25日播放完畢。全26話。

## 故事簡介
小國:威爾貝魯國的莉塔公主為了避免戰爭，本來應該與大國:桑加托拉斯國的蓋尼爾王子政策結婚。但是莉塔卻因為刺傷蓋尼爾，並在之後與盜賊蒂娜一起從城堡裡逃出。此事激怒了桑加托拉斯國的國王，他要求在期限內(14天)將莉塔處刑，否則將發動戰爭。被懸賞中的莉塔與蒂娜、妖精雪莉、人工智慧戰車吉拉諾・德・波路傑拉克一起帶著調停要求的狀子往中立國、古厲達姆國逃亡。他們在途中經歷各種困難，被蓋尼爾的部下騎士加拉赫德和賞金獵人追蹤著。在旅程耽誤的期間，從傷勢中恢復的蓋尼爾命令桑加托拉斯國的精銳部隊逮捕莉塔公主。在無法自由行動的狀況下，被追的走投無路的麗塔，可以在期限內逃進目的地並活下來嗎？同時，可以避免開戰嗎？

## 登場人物

### 威爾貝魯國
麗塔・席歐爾（聲優：高橋美佳子）
主角之一。19歲（推定）。威爾貝魯國的公主。為了和平，承諾與聖卡托蘭斯國的王子蓋尼爾政策結婚。在婚約的階段，被微服出行、前來與麗塔見面的蓋尼爾襲擊。為了保護自己而刺傷了蓋尼爾，之後逃了出來。現在被追逐著。第二部故事結束後數年繼承了王位。
蒂娜・羅塔（聲優：竹內順子）
主角之一。17歲（推定）。女盜賊。潛入城堡內偷竊的時候，碰見麗塔刺傷蓋尼爾的場面。與麗塔一起被急忙趕來的加拉赫德追逐著。最終知道麗塔的哥哥羅迪恩是自己的仇人但不知該怎麼做。第二部故事結束被麗塔以一百萬顧傭回城。並於數年後成為麗塔的近衛隊長。
吉拉諾・德・波路傑拉克（聲：長）
搭載著從各種感應系統到人工智能等，種種功能的小型戰車。擁有伯爵的位子。第二部故事中，因戰爭而被摧毀，但因作為「腦」的頭部沒有受到傷害，因此得以復活。
雪莉（聲優：仙台惠理）
蒂娜的夥伴小妖精。可以在空中飛行。習慣在語尾上加上「貝爾」。
羅迪恩・席歐爾（聲優：杉田智和）
威爾貝魯國的王子、麗塔的哥哥。富有決斷力和行動力。對於企圖征服威爾貝魯國的聖卡托蘭斯國抱著很深的敵意。其時也是蒂娜在尋找的仇人、死神蜂的男人。最後為救國家跟救蒂娜引爆炸藥而死。
海狄魯・席歐爾（聲優：上別府仁資）
威爾貝魯國的國王、麗塔的父親。表面上接受桑加托拉國要求，通緝刺傷蓋尼爾後逃亡的麗塔。其實真心暗中的希望麗塔逃到古利達姆國。通過維斯，將麗塔託付給蒂娜。
維斯・艾吉（聲優：鶴岡聰）
服侍於威爾貝魯國的武官、海狄魯王的親信。暗中與刺傷肯爾尼亞後逃亡的麗塔會面。本來打算與麗塔一起前往葛林達姆國，卻被加拉赫德襲擊而受了重傷。不得已將麗塔及狀子託付給身為盜賊的蒂娜。
金恩（聲優：寺島拓篤）
蒂娜的夥伴及戀人。和蒂娜同樣的開朗爽快。雖然對女性很溫柔，但願對於親近蒂娜的美男子（例如故事最後階段的加拉赫德）充滿了敵意。

### 桑加托拉斯國
蓋尼爾・翰（聲優：楠田敏之）
聖卡托蘭斯國的王子。30歲（推定）。麗塔的未婚夫。是個握有故事關鍵的人物。女性連續殺人的兇手。對藍眼的女人有異常的執著。共謀殺了九位藍眼女子。最後被加拉赫德所殺。
加拉赫德・艾伊卡（聲優：浪川大輔）
對聖卡托蘭斯國宣誓忠誠的騎士。28歲（推定）。王國的兩大精銳部隊、黑獅子連隊的隊長，同時也是肯爾尼亞的兒時玩伴。第一部中是潔蜜爾的戀人。潔蜜爾死後在第二部中與麗塔成為戀人。並與麗塔訂婚、但最後在與古利達姆的戰爭中不幸身亡。
潔蜜爾・卡艾拉（聲優：甲斐田雪）
王國的兩大精銳部隊、白獅子連隊的隊長。加拉赫德的戀人。擁有過人的槍術。曾在決鬥中肅清前白獅子連隊隊長。在蓋尼爾的策略下被迫成為女性連續殺人的共犯者。被蓋尼爾取走左眼，導致最後在與加拉赫德的決鬥中，死在加拉赫德手中。
蘭巴諾夫・翰（聲優：秋元羊介）
聖卡托蘭斯國的國王。提拔像是加拉赫德和潔蜜爾般有才能的人、兵器開發指導也很優秀。對於仰賴軍事力來擴大勢力一事毫不猶豫的征服者。

## 製作人員
- 原作：BOYAKASHA
- 製作：鈴木篤志、石川光久
- 企畫・製作：高谷與志人、森下勝司
- 系列構成：前川淳
- 人物設計／總作畫監督：飯塚晴子、高橋成之
- 版面設計監修／小物設計：飯田宏義
- 美術監督・美術設定：明石聖子（STUDIO UNI）
- 攝影監督：、齋藤昭裕
- CG監督：磯部兼士
- CGI製作人：渡邊健二
- CG技術導演：鈴木利明
- CG動作導演：星野申匡（JINNI'S）
- 色彩設計：赤間三佐子
- 編輯：植松淳一
- 影片編輯：東京現像所（金高明宏、大城奈奈）
- 音響監督：平光琢也
- 音樂：土橋安騎夫
- 音樂製作：ZOOM FLICKER
- 音樂製作協力：AZURE
- 錄音／調整：依田章良
- 音響效果：依田安文
- 錄音助手：川口珠代、砂押知宏
- 音響製作：立石彌生
- 錄音室：神南錄音室
- 標題：馬場恭子
- 宣傳：久保田恭史、竹內信實
- WEB設計：菊地春佳
- 製作編輯部：宮原悠貴
- 設定製作：阿部沙耶佳
- 動畫製作：TRANS ARTS
- 製作協力：Production I.G
- 助理製作人：飯泉朝一、岩瀨幸惠
- 作品監督：折本全代
- 動畫製作人：森田俊昭、菅野和人
- 節目製作人：水野政明、西本崇史（名古屋電視台）
- 監督：濱名孝行
- 製作：名古屋電視台（只有第一幕）
- 製作著作：avex entertainment、Production I.G

## 主題曲
- 片頭曲：《Theme of Wellber》

作曲・編曲：土橋安騎夫（ZOOM FLICKER）
- 第一幕片尾曲：《絆 -eternal rainbow-》

作曲・編曲：土橋安騎夫、作詞：SAEKO、演奏：E.O.D（ZOOM FLICKER）
- 第二幕片尾曲：《End Of the Dream》

作曲・編曲：土橋安騎夫、作詞：SAEKO、演奏：E.O.D（ZOOM FLICKER）
※但是，第二幕第14話的片尾曲為「絆 -eternal rainbow-」。

## 各話列表
第二幕的集數從第一幕的集數延續下去。
| 集數   | 日文標題 | 中文標題   | 劇本              | 分鏡       | 演出       | 作畫監督            | 總作畫監督 |
| 第一幕 | 第一幕   | 第一幕     | 第一幕            | 第一幕     | 第一幕     | 第一幕              | 第一幕     |
| ------ | -------- | ---------- | ----------------- | ---------- | ---------- | ------------------- | ---------- |
| 1      |          | 開端之章   | 前川淳            | 濱名孝行   | 濱名孝行   | 飯塚晴子            | -          |
| 2      |          | 起程之章   | 前川淳            | 松澤建一   | 松澤建一   | 澤田讓治            | 高橋成之   |
| 3      |          | 復仇之章   | 坂井史世          | 安藤貴史   | 安藤貴史   | 松浦仁美            | 飯塚晴子   |
| 4      |          | 決心之章   | 前川淳 奧原璃奈緒 | 山田健学   | 安藤貴史   | 濱森理宏            | 高橋成之   |
| 5      |          | 逃脫之章   | 前川淳            | 濱名孝行   | 玉田博     | 松岡秀明            | 飯塚晴子   |
| 6      |          | 真實之章   | 前川淳            | 高橋順     | 高橋順     | 冨田収子            | 高橋成之   |
| 7      |          | 追蹤之章   | 坂井史世          | 松澤建一   | 松澤建一   | 澤田讓治            | 飯塚晴子   |
| 8      |          | 告白之章   | 前川淳            | 濱名孝行   | 安藤貴史   | 田畑昭              | 高橋成之   |
| 9      |          | 決別之章   | 前川淳            | 山田健學   | 玉田博     | 松岡秀明            | 飯塚晴子   |
| 10     |          | 羈絆之章   | 坂井史世          | 高橋順     | 高橋順     | 松浦仁美            | 高橋成之   |
| 11     |          | 慟哭之章   | 前川淳            | 曙竜倶     | 石田ひろし | 波風立流            | 飯塚晴子   |
| 12     |          | 感情之章   | 前川淳            | 濱名孝行   | 長濱亘彥   | 渡邊るりこ          | 高橋成之   |
| 13     |          | 血戰之章   | 前川淳            | 濱名孝行   | 藏本穗高   | 冨田収子            | 飯塚晴子   |
| 第二幕 |          |            |                   |            |            |                     |            |
| 14     |          | 再會之章   | 前川淳            | 山田健學   | 安藤貴史   | 澤田讓治            | 高橋成之   |
| 15     |          | 傷痕之章   | 富岡淳廣          | 高橋順     | 高橋順     | 濱森理宏            | 飯塚晴子   |
| 16     |          | 秘密之章   | ハラダサヤカ      | 松澤建一   | 松澤建一   | 松浦仁美            | 高橋成之   |
| 17     |          | 傷心之章   | 坂井史世          | 見出洋     | 玉田博     | 松岡秀明            | 飯塚晴子   |
| 18     |          | 變遷之章   | 前川淳            | 布施木一喜 | 布施木一喜 | 田畑昭              | 高橋成之   |
| 19     |          | 抗爭之章   | 富岡淳廣          | 山田建學   | 藏本穗高   | 柄谷綾子 岡本真由美 | 飯塚晴子   |
| 20     |          | 離別之章   | ハラダサヤカ      | 安藤貴史   | 安藤貴史   | 澤田讓治            | 高橋成之   |
| 21     |          | 追憶之章   | 坂井史世          | 山田建學   | 松澤建一   | 田畑昭 沼津雅人     | 飯塚晴子   |
| 22     |          | 死神蜂之章 | 富岡淳廣          | 田中一     | 田中一     | 濱森理宏            | 高橋成之   |
| 23     |          | 暗殺之章   | 前川淳            | 布施木一喜 | 布施木一喜 | 松浦仁美            | 飯塚晴子   |
| 24     |          | 開戰之章   | 前川淳            | 濱名孝行   | 藏本穗高   | 松岡秀明            | 高橋成之   |
| 25     |          | 命運之章   | 前川淳            | 濱名孝行   | 安藤貴史   | 飯塚晴子            | 飯塚晴子   |
| 26     |          | 結果之章   | 前川淳            | 濱名孝行   | 濱名孝行   | 高橋成之            | 高橋成之   |

## 播放電視台
日本深夜動畫：下文記載的日本国内播放時間使用日本標準時間（UTC+9）表示。因為部分時間标识會採用30小时制，因此請留意这类超过24:00的时间，其實際播放時間為翌日清晨。
| 播放地區   | 播放電視台     | 播放日期               | 播放時間                   | 所屬聯播網  |
| 第一幕     | 第一幕         | 第一幕                 | 第一幕                     | 第一幕      |
| ---------- | -------------- | ---------------------- | -------------------------- | ----------- |
| 中京廣域圈 | 名古屋電視台   | 2007年4月3日－6月26日  | 星期二 26時43分 - 27時13分 | ANN系列     |
| 東京都     | 東京都會電視台 | 2007年4月8日－7月1日   | 星期日 23時30分 - 24時00分 | 獨立UHF系列 |
| 近畿廣域圈 | 朝日放送       | 2007年4月11日－7月4日  | 星期三 26時51分 - 27時21分 | ANN系列     |
| 全国放送   | AT-X           | 2007年5月20日－8月12日 | 星期日 12時30分 - 13時00分 | CS放送      |
| 第二幕     |                |                        |                            |             |
| 東京都     | 東京都會電視台 | 2008年1月1日－3月25日  | 星期二 26時30分 - 27時00分 | 獨立UHF系列 |
| 全国放送   | AT-X           | 2008年1月31日－4月24日 | 星期四 09時00分 - 09時30分 | CS放送      |

## 漫畫版
於月刊COMIC BLADE 2006年4月號開始連載，到2007年1月號結束。描寫蒂娜的過去的外傳故事。
- 標題：MUZZLE-LOADER ～威爾貝魯物語～
- 原作：BOYAKASHA / 作畫：高見鳴瀨 / 故事協力：前川淳

| 冊數 | Mag Garden     | Mag Garden             | 東立出版社    | 東立出版社             |
| 冊數 | 發售日         | ISBN                   | 發售日        | ISBN                   |
| ---- | -------------- | ---------------------- | ------------- | ---------------------- |
| 1    | 2007年10月10日 | ISBN 978-4-86127-440-4 | 2008年5月23日 | ISBN 978-986-10-1417-3 |
| 2    | 2008年2月9日   | ISBN 978-4-86127-471-8 | 2008年9月25日 | ISBN 978-986-10-1418-0 |

## 網路廣播
「威爾貝魯物語 〜廣播節目之章〜」
- 電台主播：高橋美佳子（麗塔・席歐爾）與竹內順子（蒂娜・羅塔）
- 類型：網路電台
- 放送期間：2007年4月27日 - 2007年10月19日
- 放送局：音泉
- 放送時間：每週星期五
- 放送回合數：全26回
- 放送形式：串流媒體
- 提供：avex entertainment

## 外部連結
- （日語） 威爾貝魯物語～威爾貝魯的姐妹～ 官方網站 （页面存档备份，存于）
- （日語） 官方網站內的節目介紹網頁（名古屋電視台）